# Beaulieu (Isère)
Beaulieu – miejscowość i gmina we Francji, w regionie Owernia-Rodan-Alpy, w departamencie Isère.
Według danych na rok 1990 gminę zamieszkiwało 450 osób, a gęstość zaludnienia wynosiła 51 osób/km² (wśród 2880 gmin regionu Rodan-Alpy Beaulieu plasuje się na 1189. miejscu pod względem liczby ludności, natomiast pod względem powierzchni na miejscu 1218.).
Przez gminę przepływa rzeka Isère. 